# Paul T. Bateman
Pour les articles homonymes, voir Bateman.
Paul Trevier Bateman (6 juin 1919 - 26 décembre 2012) est un théoricien américain des nombres, connu pour avoir formulé la conjecture de Bateman-Horn sur la densité des valeurs de nombres premiers générées par des systèmes de polynômes et la Nouvelle conjecture de Mersenne reliant les occurrences des nombres premiers de Mersenne et des nombres premiers de Wagstaff.

## Biographie
Né à Philadelphie, Bateman obtient son doctorat de l'Université de Pennsylvanie en 1946, sous la direction de Hans Rademacher. Après des postes temporaires à l'université de Yale et à l'Institute for Advanced Study, il rejoint en 1950 le département de mathématiques de l'université de l'Illinois à Urbana-Champaign, où il est directeur du département pendant 15 ans puis professeur émérite. Il est le directeur de thèse de 20 étudiants, dont Marvin Knopp (en), Kevin McCurley et George B. Purdy.
Bateman est membre de l'American Mathematical Society pendant 71 ans. Il est secrétaire associé pendant 16 ans, membre du conseil d'administration pendant 4 ans et membre du comité de révision des mathématiques pendant 5 ans.
Bateman est co-auteur de Théorie analytique des nombres : un cours d'introduction. Il contribue également à la deuxième édition du manuel Elementary Number Theory, une traduction en anglais du texte allemand d'Edmund Landau Elementare Zahlentheorie.